# Yukimi Daifuku

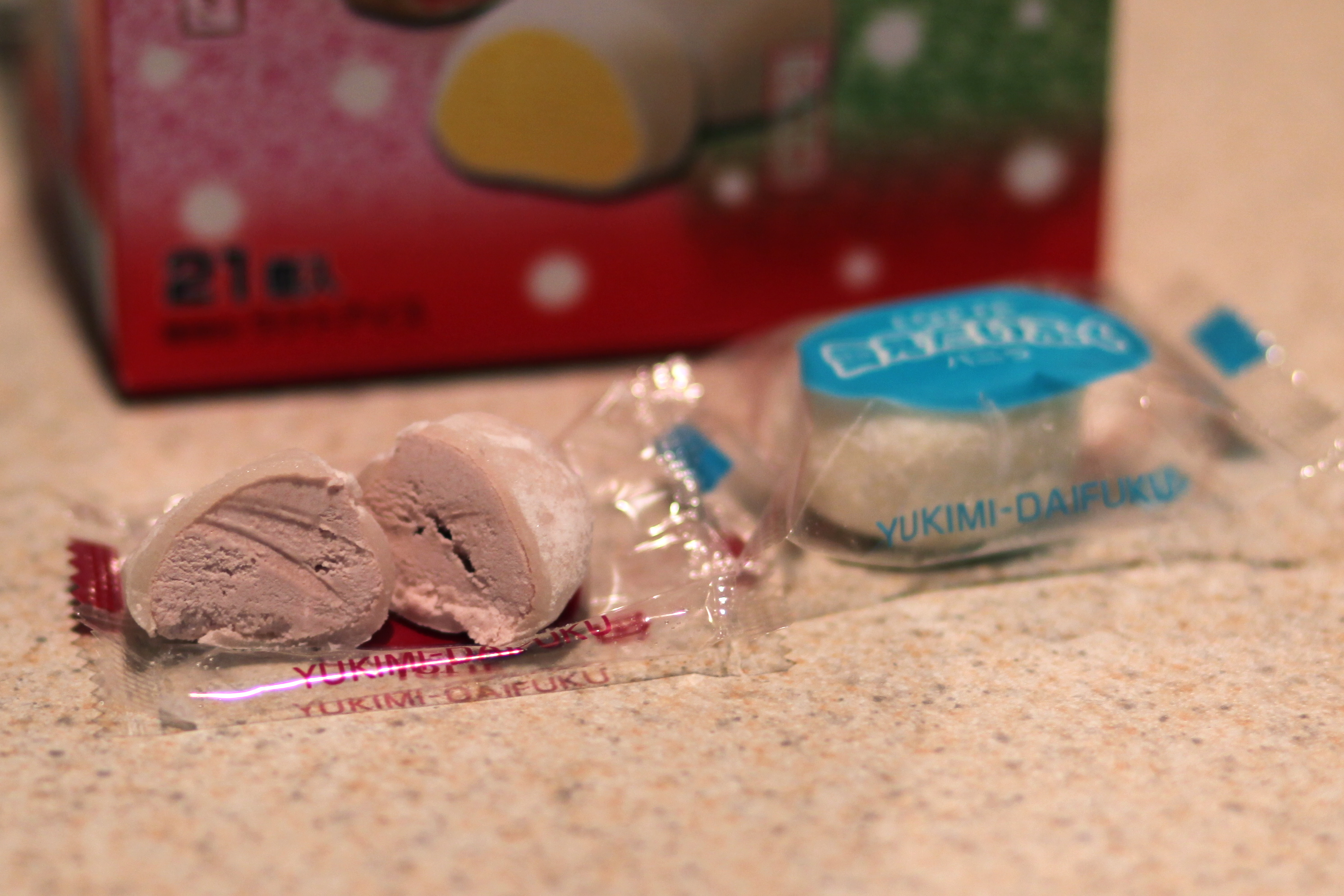
Contenido del envase.

Yukimi Daifuku (japonés: 雪見だいふく) es una marca de helado de mochi fabricada por la compañía Lotte. Consiste en una bola de helado de vainilla envuelta en una fina capa de mochi (pastel de arroz glutinoso). Lotte creó originalmente Wataboshi (わたぼうし), trocitos de helado envueltos en una capa fina de masmelo en 1980, pero éste fue reemplazado rápidamente por el mochi porque es más popular en Japón y la compañía perfeccionó una tecnología para mantenerlo tierno a bajas temperaturas en 1981. 
Se vende en tres tamaños: una caja de cartón conteniendo dos porciones de helado, con un palito de plástico para comerlas; una caja mini con nueve porciones de helado; y una caja con helados de tres colores (雪見だいふくプチ3色, Yukimi Daifuku Puchi San-iro) conteniendo tres tipos de helado: de té verde, chocolate y vainilla.
En la temporada de hanami se comercializa una variedad con helado de fresa.